# Bromchlordifluormethan
Bromchlordifluormethan, auch Halon 1211 genannt, gehört zur Gruppe der Halogenkohlenwasserstoffe (Halone).  Dieses Gas fand hauptsächlich Verwendung als Löschmittel in Löschanlagen und Feuerlöschern. In Deutschland jedoch sind Halon-Feuerlöscher für die meisten Einsatzzwecke nicht mehr erlaubt, da Halone eine schädliche Wirkung auf die Ozonschicht zeigen.

## Gewinnung und Darstellung
Bromchlordifluormethan kann in einer Ausbeute von 91 % durch Erhitzen von Silberchlordifluoracetat mit Brom bei 180 bis 260 °C hergestellt werden.
{\displaystyle {\ce {CClF2CO2Ag + Br2 -> CBrClF2 + CO2 + AgBr}}}
Auch die Reaktion von 1,3-Dichlor-1,1,3,3-tetrafluoraceton mit Brom bei 580–650 °C und weitere Reaktionen ergeben Bromchlordifluormethan.
{\displaystyle {\ce {CHClF2 + Br2 + O2 -> CBrClF2 + CBr2F2 + CHClF2}}}

## Eigenschaften

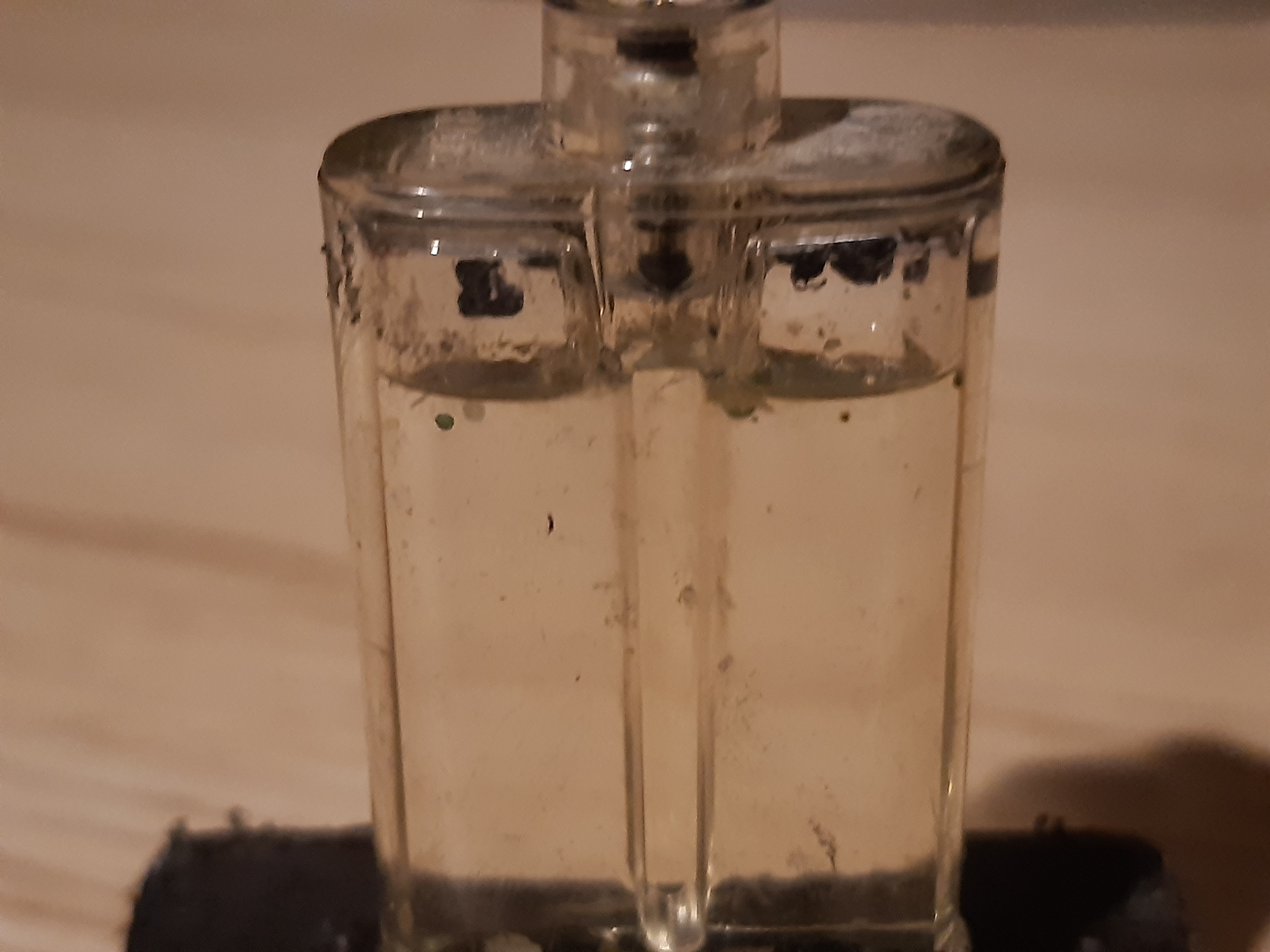
Unter Druck verflüssigtes Bromchlordifluormethan (Halon 1211)

Bei für Brände typischen Temperaturen erfolgt eine Abspaltung von Bromatomen, die in den Radikalkettenmechanismus eines Verbrennungsvorgangs antikatalytisch eingreifen.

## Verwendung
Die Verbindung wurde wie andere Halone als Löschmittel verwendet. Allerdings wurden nur etwa 10 % der Halone bei Bränden freigesetzt. Die überwiegend freigesetzte Menge resultierte aus Übungen und Prüfungen. Entsprechend den Regelungen des Montrealer Protokolls wurde die Produktion in den Industriestaaten schon zum 1. Januar 1994 eingestellt. In Entwicklungsländern war die Produktion noch bis 2010 möglich. In der EU wird der Umgang über eine EG-Verordnung zum Ozonabbau geregelt. Hier ist eine Einfuhr nur zu im Montrealer Protokoll festgelegten essentiellen Anwendungen erlaubt. In Deutschland ist die Herstellung und die Verwendung als Löschmittel entsprechend der Chemikalien-Ozonschichtverordnung schon seit dem 1. Januar 1992 verboten.